# Stenen ballen van Costa Rica

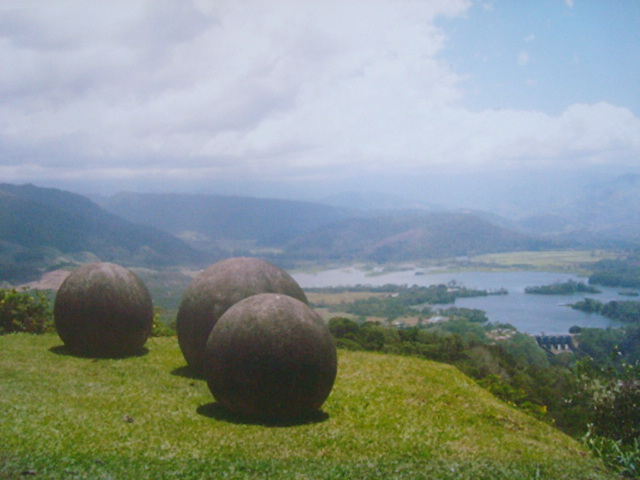
De stenen ballen van Costa Rica nabij de Río Térraba

De stenen ballen van Costa Rica zijn een verzameling van meer dan 300 stenen ballen in Costa Rica. Plaatselijk staan de stenen ballen bekend als Las Bolas. De stenen ballen worden toegeschreven aan de Diquíscultuur en zijn de bekendste overblijfselen van het Isthmo-Colombiaanse tijdperk.

## Voorkomen
De stenen ballen worden aangetroffen op Isla del Caño, Río Terraba, Golfito en de delta van de Diquís. Deze vindplaatsen bevinden zich in Puntarenas in het zuiden van Costa Rica. Ook 300 kilometer noordelijker zijn ballen gevonden in Papagayo in Guanacaste.

### Werelderfgoedsite
De vier archeologische plekken in de delta van de Diquís vormen de werelderfgoedsite Precolumbiaanse ‘chiefdom’-nederzettingen met stenen bollen van de Diquís. De plekken beslaan in totaal 25 hectare en zijn gelegen in de provincie Puntarenas, gemeente (cantón) Osa. Ze worden beschouwd als unieke voorbeelden van de sociale, economische en politieke systemen van de klassieke en postklassieke periode, 500 tot 1500 na Christus. Er zijn kunstmatige terpen, verharde terreinen, begraafplaatsen en stenen bollen bewaard.

## Uiterlijk
De stenen ballen variëren in grootte, er zijn ballen van enkele centimeters en ballen van meer dan 2 meter in diameter met een gewicht van meer dan 15 ton. De meeste stenen zijn gemaakt van gabbro, maar er komen ook ballen voor gemaakt van kalksteen of zandsteen.
Niet alle ballen zijn ongeschonden door de tijd gekomen. Er zijn ballen verplaatst met bulldozers tijdens de aanleg van bananenplantages van United Fruit Company in de jaren dertig van de 20e eeuw. Onder het personeel ontstonden geruchten over de mogelijke aanwezigheid van goud in de ballen. Hierna werden gaten in de ballen geboord en soms werden de ballen opgeblazen met dynamiet. Enkele opgeblazen ballen zijn gereconstrueerd en liggen nu tentoongesteld in het Museo Nacional de Costa Rica.

## Onderzoek
Het is niet duidelijk waarvoor de ballen dienden of wanneer ze zijn vervaardigd. Wetenschappers zijn het er wel over eens dat de ballen door mensen zijn gemaakt. 
Het eerste wetenschappelijk onderzoek naar de ballen werd uitgevoerd door Doris Stone, dochter van een medewerker van de United Fruit Company. De resultaten werden in 1943 gepubliceerd in American Antiquity. De publicatie trok de aandacht van Samuel Kirkland Lothrop en hij kwam in contact met Doris Stone. De bevindingen van Lothrop werden gepubliceerd in  Archaeology of the Diquís Delta, Costa Rica 1963.
In 2010 werd John Hoopes naar het gebied gestuurd om te onderzoeken of de stenen ballen in aanmerking komen voor een vermelding op de Werelderfgoedlijst van UNESCO..

## Mythen
Er zijn talloze mythen rondom de stenen ballen ontstaan. Zo zouden de ballen afkomstig zijn uit Atlantis. 
Volgens lokale legendes zouden de oorspronkelijke bewoners beschikken over een drankje waarmee ze steen zacht konden maken. Onderzoek door Joseph Davidovits van de Geopolymer Institution in Frankrijk wordt aangedragen om deze hypothese te ondersteunen. 
In de overlevering van de Bribri, wat ook gedeeld wordt door de Cabecares, zijn de stenen de kanonskogels van Tara of Tlatchque, de dondergod. Hij gebruikte een gigantische blaaspijp om de ballen af te schieten naar de Serkes, de goden van wind en orkanen, om ze uit het gebied te verdrijven.

## In de populaire cultuur
De stenen ballen komen voor in de film Raiders of the Lost Ark.